# SAR-Klasse 17
Die Fahrzeuge der Klasse 17 der South African Railways (SAR) waren Dampflokomotiven mit der Achsfolge 2’D. 
1926 gab es bei der SAR einen Mangel an Rangierlokomotiven. Aus diesem Grund wurden 21 Tenderlokomotiven der Klasse A mit einem Schlepptender ausgerüstet. Die von Dübs and Company gebauten Lokomotiven der ehemaligen Natal Government Railways stammten aus den Jahren 1888 bis 1899. 
Die Nachlaufachse der Tenderlokomotiven sowie der Kohlenkasten wurden beim Umbau entfernt und der Rahmen entsprechend gekürzt. Die dreiachsigen Tender stammten von ausgemusterten Dampflokomotiven. Im vorderen Teil blieben die Lokomotiven praktisch unverändert; auch die seitlichen Wasserkästen wurden beibehalten.
Die Lokomotiven erhielten die neuen Nummern 1415–1435. Sie wurden im Rangierdienst in und um Durban und Port Elizabeth eingesetzt und waren bis 1961 ausgemustert. Kein Exemplar ist erhalten geblieben.